# Marnix Vervinck
Marnix Vervinck, född 9 augusti 1959, är en belgisk bågskytt. Han deltog vid olympiska sommarspelen 1984.